# 国道233号

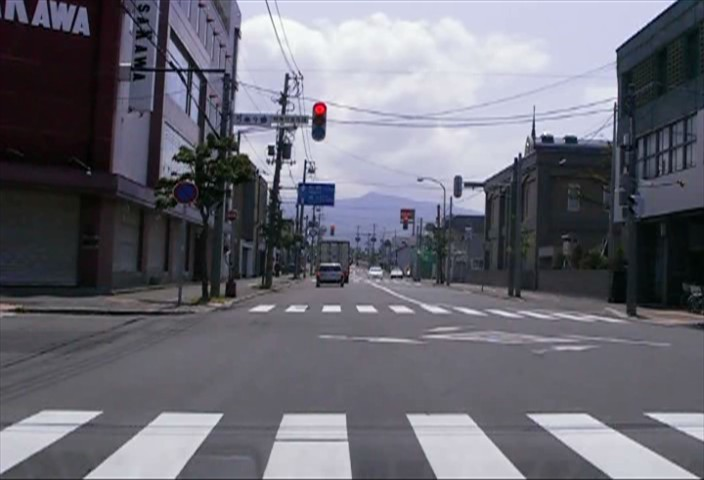
深川市4条付近

国道233号（こくどう233ごう）は、北海道旭川市から深川市を経由して、留萌市に至る一般国道である。

## 概要
起点の旭川市から深川市までが国道12号と重複しており、実態は深川市と留萌市を結ぶ路線となっており、同区間では高規格幹線道路の深川留萌自動車道（国道233号の別線扱い）が並行して走っている。

### 路線データ
一般国道の路線を指定する政令に基づく起終点および重要な経過地は次のとおり。
- 起点：旭川市（4条通6丁目・4条通7丁目交差点 = 国道12号終点、国道39号起点）
- 終点：留萌市（元川町2丁目交差点 = 国道231号・国道232号・国道239号終点、国道451号起点）
- 重要な経過地：深川市、北海道雨竜郡北竜町
- 総延長 : 126.4 km（重用延長を含む。）[2][注釈 2]
- 重用延長 : 27.4 km[2][注釈 2]
- 未供用延長 : なし[2][注釈 2]
- 実延長 : 98.9 km[2][注釈 2]
  - 現道 : 55.3 km[2][注釈 2]
  - 旧道 : なし[2][注釈 2]
  - 新道 : 43.6 km[2][注釈 2]
- 指定区間：全線[3]

## 歴史
- 1953年（昭和28年）5月18日 - 二級国道233号旭川留萠線（旭川市 - 留萌市）として指定施行[4][注釈 3]。国立公文書館が所蔵し、公開している政令の御署名原本では、路線名は「旭川留萠」ではなく「旭川留萌」となっている[5]。
- 1965年（昭和40年）4月1日 - 道路法改正により一級・二級区分が廃止されて一般国道233号として指定施行[1]。

## 路線状況

### 通称
- 深川国道[6]
- 留萌国道[7]

### 重複区間
- 国道12号（旭川市・4条通6丁目 / 4条通7丁目交差点 - 深川市音江町1丁目7）

### 道路施設

#### 道の駅
- 空知総合振興局
  - ライスランドふかがわ（深川市）
  - 鐘のなるまち・ちっぷべつ（秩父別町）

## 地理

### 通過する自治体
- 北海道
  - 上川総合振興局
    - 旭川市

  - 空知総合振興局
    - 深川市 - 雨竜郡秩父別町 - 雨竜郡北竜町

  - 留萌振興局
    - 留萌市

### 交差する道路
国道12号と重複する旭川市 - 深川市の区間についてはそちらの記事を参照のこと。
空知総合振興局
深川市
- 国道12号・北海道道79号深川豊里線 : 音江町（音江町1丁目7・音江町広里、起点）
- 北海道道47号深川雨竜線・北海道道284号深川停車場線 : 4条（4条8番交点）→深川留萌自動車道深川西IC
- 北海道道57号旭川深川線 : 3条（4条12番交点）
- 北海道道281号深川多度志線 : 一已町（曙町交点）

雨竜郡秩父別町
- 深川留萌自動車道秩父別IC : 秩父別
- 北海道道282号沼田妹背牛線・北海道道372号秩父別停車場線 : 秩父別（秩父別2条2丁目交点）
- 北海道道282号沼田妹背牛線 : 秩父別（秩父別2-3交点）
- 北海道道628号小藤沼田線 : 秩父別（秩父別2-8交点）

雨竜郡北竜町
- 国道275号 : 碧水（碧水交点）→深川留萌自動車道沼田IC
- 北海道道428号奥美葉牛沼田線 : 美葉牛（美葉牛交点）
- 深川留萌自動車道北竜ひまわりIC : 美葉牛

留萌振興局
留萌市
- 北海道道549号峠下沼田線 : 留萌村峠下
- 北海道道801号樽真布幌糠線 : 東幌糠町
- 北海道道1068号留萌北竜線 : 幌糠町
- 北海道道550号幌糠小平停車場線 : 幌糠町
- 深川留萌自動車道留萌幌糠IC : 幌糠町
- 深川留萌自動車道留萌大和田IC : 大和田町
- 国道231号・国道232号 : 元川町2丁目（元川町2丁目、終点）→ 深川留萌自動車道留萌IC

### 主な峠
- 空知総合振興局
  - 美葉牛峠（102 m、雨竜郡北竜町 - 留萌市）